# 鄭在詠
鄭在詠（韓語：정재영，1970年11月21日—），韓國男演員。2004年以《實尾島風雲》獲得第25屆青龍電影獎男子配角獎，2010年以《青苔：死亡異域》拿下青龍電影獎影帝。

## 演出作品

### 電視劇
- 2015年：KBS《Assembly》飾演 真尚必
- 2017年：OCN《Duel》飾演 張得天
- 2018年：MBC《檢法男女》飾演 白範
- 2019年：MBC《檢法男女2》飾演 白範
- 2021年：MBC《直到瘋狂》飾演 崔畔錫

### 電影

#### 1990年代
- 1990年：《从倒数第一开始寻找我们班》饰演 学生
- 1996年：《朴奉根出走事件》饰演 不良之辈
- 1997年：《生死邊緣》饰演 夜总会客人
- 1997年：《婦產科》饰演 朴长根
- 1998年：《瘋狂飯店殺人夜》饰演 燕子
- 1998年：《神氣的傢伙們》饰演 脸熟的司机
- 1999年：《間諜利哲鎮》饰演 长发的计程车盗贼

#### 2000年代
- 2000年：《恐怖計程車》饰演 论斯塔
- 2000年：《或死或壞》饰演 成彬（友情出演）
- 2001年：《殺手公司》饰演 在泳
- 2002年：《無血無淚》饰演 独来独往的男子
- 2002年：《復仇》饰演 前妻的丈夫
- 2002年：《四房窸敌》饰演 火烧爱人的男子／高中生1
- 2003年：《實尾島風雲》饰演 韩相弼
- 2004年：《球愛咖啡屋》饰演 东治成
- 2004年：《真可爱》饰演 什么呀
- 2005年：《歡迎來到東莫村》饰演 利秀和
- 2005年：《请在鼓掌的时候离开》饰演 调皮鬼（特别出演）
- 2005年：《我的结婚远征记》饰演 洪万泽
- 2006年：《我的队长金大出》饰演 金大出
- 2006年：《偉大的族譜》饰演 东治成
- 2007年：《兒子》饰演 大雁爸爸（聲音演出）
- 2007年：《率性而活》饰演 郑道万
- 2008年：《姜哲中：公共敵 1-1》饰演 李原率
- 2008年：《神機箭》饰演 薛柱
- 2009年：《荒島·愛》饰演 金诚勤

#### 2010年代
- 2010年：《青苔：死亡異域》饰演 千勇德
- 2010年：《竞猜王》饰演 道服男子
- 2011年：《棒球之愛》饰演 金相南
- 2011年：《倒计时》饰演 太建镐
- 2012年：《我是殺人犯》饰演 崔炯具
- 2013年：《我們善姬》饰演 在学
- 2013年：《11點》饰演 郑宇锡
- 2014年：《Plan Man》饰演 韩政锡
- 2014年：《徬徨之刃》饰演 李尚贤
- 2014年：《逆鱗》饰演 尚策
- 2015年：《這時對，那時錯》饰演 咸春洙
- 2015年：《菜鳥的逆襲》饰演 河宰宽
- 2017年：《独自在夜晚的海边》饰演 明秀
- 2019年：《奇妙的家族》飾演 俊傑

#### 2020年代
- 2022年：《救命卡特》饰演 郑炳浩
- 2023年：《露梁：死亡之海》饰演 陈璘
- 2024年：《左轮手枪》（特别出演）

## 奖项荣誉
| 年份   | 颁奖礼                     | 奖项                                      | 作品               | 结果 | 备注   |
| ------ | -------------------------- | ----------------------------------------- | ------------------ | ---- | ------ |
| 2004年 | 第3届大韩民国电影大奖      | 最佳男配角                                | 《實尾島風雲》     | 提名 | [ 2 ]  |
| 2004年 | 第25屆青龍電影獎           | 最佳男配角                                | 《實尾島風雲》     | 獲獎 | [ 3 ]  |
| 2004年 | 第5屆釜山電影評論家協會獎  | 最佳男主角                                | 《球愛咖啡屋》     | 獲獎 | [ 4 ]  |
| 2005年 | 第4届大韩民国电影大奖      | 最佳男主角                                | 《欢迎来到东莫村》 | 提名 | [ 5 ]  |
| 2005年 | 第13届春史電影獎           | 最佳男主角                                | 《欢迎来到东莫村》 | 提名 | [ 6 ]  |
| 2005年 | 第8届韩国导演选择奖        | 年度男演員獎                              | 《欢迎来到东莫村》 | 獲獎 | [ 7 ]  |
| 2008年 | 第5届Max Movie最佳电影奖   | 最佳男演员                                | 《率性而活》       | 獲獎 | [ 8 ]  |
| 2008年 | 第17届釜日電影獎           | 最佳男配角                                | 《率性而活》       | 提名 | [ 9 ]  |
| 2008年 | 第7届大韩民国电影大奖      | 最佳男主角                                | 《神機箭》         | 提名 | [ 10 ] |
| 2009年 | 第46届大鐘獎               | 最佳男主角                                | 《神機箭》         | 提名 | [ 11 ] |
| 2009年 | 第32屆黃金攝影獎           | 最佳男主角                                | 《荒島·愛》        | 獲獎 | [ 12 ] |
| 2010年 | 第46届百想藝術大獎         | 电影部门 男子最优秀演技奖                 | 《荒島·愛》        | 提名 | [ 13 ] |
| 2010年 | 第19屆釜日電影獎           | 最佳男主角                                | 《青苔：死亡異域》 | 獲獎 | [ 14 ] |
| 2010年 | 第47届大钟奖               | 最佳男主角                                | 《青苔：死亡異域》 | 提名 |        |
| 2010年 | 第8届大韩民国电影大奖      | 最佳男主角                                | 《青苔：死亡異域》 | 提名 |        |
| 2010年 | 第31屆青龍電影獎           | 最佳男主角                                | 《青苔：死亡異域》 | 獲獎 | [ 15 ] |
| 2010年 | 第18届大韩民国文化艺术大奖 | 电影部门 大奖                             | 《青苔：死亡異域》 | 獲獎 | [ 16 ] |
| 2010年 | 第11届大韩民国艺术文化奖   | 电影演员部门 男演员大奖                   | 《青苔：死亡異域》 | 獲獎 |        |
| 2010年 | 第11届大韩民国影像大展     | 电影演员部门 最上镜奖                     | 《青苔：死亡異域》 | 獲獎 | [ 17 ] |
| 2011年 | 第8届Max Movie最佳电影奖   | 最佳男演员                                | 《青苔：死亡異域》 | 提名 |        |
| 2015年 | 第68届洛迦诺国际电影节     | 国际竞赛单元 最佳男主角                   | 《这时对，那时错》 | 獲獎 | [ 18 ] |
| 2015年 | 第9屆亞太銀幕獎            | 最佳男主角                                | 《这时对，那时错》 | 獲獎 | [ 19 ] |
| 2015年 | 第53届西班牙希洪国际电影节 | 最佳男主角                                | 《这时对，那时错》 | 獲獎 |        |
| 2015年 | 第35届韩国电影评论家协会奖 | 最佳男主角                                | 《这时对，那时错》 | 獲獎 | [ 20 ] |
| 2015年 | 第36届青龙电影奖           | 最佳男主角                                | 《这时对，那时错》 | 提名 |        |
| 2015年 | KBS演技大奖                | 中篇连续剧部门 男子优秀演技奖             | 《Assembly》       | 提名 |        |
| 2015年 | KBS演技大奖                | 男子最优秀演技奖                          | 《Assembly》       | 提名 |        |
| 2016年 | 第3届野花电影奖            | 最佳男主角                                | 《这时对，那时错》 | 獲獎 | [ 21 ] |
| 2016年 | 第21届春史电影奖           | 最佳男主角                                | 《这时对，那时错》 | 提名 |        |
| 2016年 | 第25届釜日电影奖           | 最佳男主角                                | 《这时对，那时错》 | 提名 |        |
| 2018年 | MBC演技大奖                | 大奖                                      | 《檢法男女》       | 提名 |        |
| 2018年 | MBC演技大奖                | 月火连续剧部门 男子最优秀演技奖           | 《檢法男女》       | 獲獎 | [ 22 ] |
| 2019年 | MBC演技大奖                | 月火／特别企划连续剧部门 男子最优秀演技奖 | 《檢法男女2》      | 提名 |        |
| 2021年 | MBC演技大奖                | 迷你连续剧部门 男子最优秀演技奖           | 《直到瘋狂》       | 提名 |        |

## 外部連結
- 经纪公司官方网站
- 鄭在詠在NAVER上的资料
- 鄭在詠在韩国电影数据库（KMDb）上的資料（韓語）
- 鄭在詠在互联网电影资料库（IMDb）上的資料（英文）